# Ручйова Наталія Михайлівна
Наталія Михайлівна Ручйова (нар. 12 березня 1960, Єльня) — українська шахістка, гросмейстер серед жінок (1993).

## Досягнення
Чемпіонка СРСР серед дівчат (1975). Чемпіонка України (1984) і ЗС СРСР (1983, 1984). Учасниця 3 чемпіонатів СРСР (1983, 1985  і 1986); найкращий результат: 1986 — 9—11-те місця. Міжнародний турнір — Львів (1985) — 2—4-те місця.
У 1978 і 1984 роках виграла Кубок СРСР у командному заліку  . Переможниця командної першості СРСР 1991.
Триразова чемпіонка Росії серед ветеранів 2015—2017 років.

## Турнірні результати

### Чемпіонати України
| Рік  | Місце проведення | Турнір                 | +  | — | = | Результат | Місце   |
| ---- | ---------------- | ---------------------- | -- | - | - | --------- | ------- |
| 1977 | Львів            | 37-й чемпіонат України | 6  | 2 | 1 | 6½ з 9    | 5       |
| 1978 | Харків           | 38-й чемпіонат України |    |   |   | 7½ з 11   | 4 — 7   |
| 1979 | Чернівці         | 39-й чемпіонат України | 4  | 3 | 5 | 6½ з 12   | 6       |
| 1980 | Кіровоград       | 40-й чемпіонат України | 6  | 3 | 2 | 7 з 11    | 6 — 8   |
| 1984 | Львів            | 44-й чемпіонат України | 10 | 1 | 4 | 12 з 15   | Gold    |
| 1986 | Миколаїв         | 46-й чемпіонат України | 7  | 4 | 4 | 9 з 15    | 4       |
| 1987 | Чернігів         | 47-й чемпіонат України |    |   |   | 5 з 15    | 15 — 16 |
| 1988 | Ворошиловград    | 48-й чемпіонат України | 6  | 7 | 2 | 7 з 15    | 10      |
| 1989 | Бердянськ        | 49-й чемпіонат України |    |   |   | 8 з 15    | 7       |
| 1990 | Чернігів         | 50-й чемпіонат України | 8  | 3 | 4 | 10 з 15   | Silver  |
| 1991 | Сімферополь      | 51-й чемпіонат України | 8  | 3 | 4 | 10 з 15   | Silver  |
| 1994 | Алушта           | 54-й чемпіонат України | 6  | 3 | 0 | 6 з 9     | 7       |
| 1995 | Маріуполь        | 55-й чемпіонат України | 3  | 1 | 5 | 5½ з 9    | 6 — 11  |

### Чемпіонати СРСР
Наталія Ручйова зіграла у трьох фінальних турнірах чемпіонатів СРСР, набравши при цьому 21½ очко з 50 (+11-18=21), що становить 43 % від числа можливих очок.
| Рік  | Місце проведення | Турнір                         | Результат | + | — | = | Місце   |
| ---- | ---------------- | ------------------------------ | --------- | - | - | - | ------- |
| 1976 | Актюбінськ       | півфінал 36-го чемпіонату СРСР | 7 з 14    |   |   |   | 8       |
| 1983 | Вільнюс          | 43-й чемпіонат СРСР            | 7 з 17    | 4 | 7 | 6 | 12 — 15 |
| 1985 | Єреван           | 45-й чемпіонат СРСР            | 7 з 17    | 3 | 6 | 8 | 12 — 14 |
| 1986 | Бішкек           | 46-й чемпіонат СРСР            | 7½ з 16   | 4 | 5 | 7 | 9 — 11  |